# Onosma pabotii
Onosma pabotii är en strävbladig växtart som beskrevs av H. Riedl. Onosma pabotii ingår i släktet Onosma och familjen strävbladiga växter. Inga underarter finns listade i Catalogue of Life.